# اسمیت زونیت
اسمیت زونیت (به انگلیسی: Smithsonite) با فرمول شیمیایی  از مجموعه کانی هاست و از نام کانی‌شناس انگلستانی اسمیت سون J.Smithson اخذ شده‌است. محلول در اسیدها ZnO:64.9% CO۲:۳۵٫۱٪ برای اولین بار در استرالیا کشف شد و از نظر شکل بلور: رمبوئدر، شفافیت: شفاف - نیمه شفاف، شکستگی: نامنظم، جلا: شیشه‌ای - صدفی، رخ: کامل، سیستم تبلور: ارترومبیک همچنین خاصیت مغناطیسی ندارد و منشأ تشکیل آن زون اکسیداسیون است.
همایند کانی‌شناسی (پارانژ) آن سختی - چگالی - واکنش هایشیمیایی و اشعه Xکلسیت - همی مورفیت - کالسدونیت- گالن- هیدروزینکیت- اسفالریت- همی مورفیت است
، از نظر ژیزمان بلوری - بخشی استالاکتیتی - آگرگات دانه‌ای و اولیه فراوان است و بیشتر در آلمان غربی، اتریش، یونان، ایتالیا، انگلستان، نامبیا، الجزایر، آمریکا، ویتنام، استرالیا، URSS یافت می‌شود.

## نگارخانه

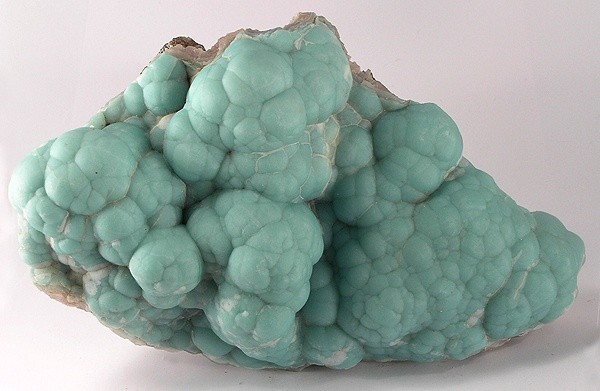
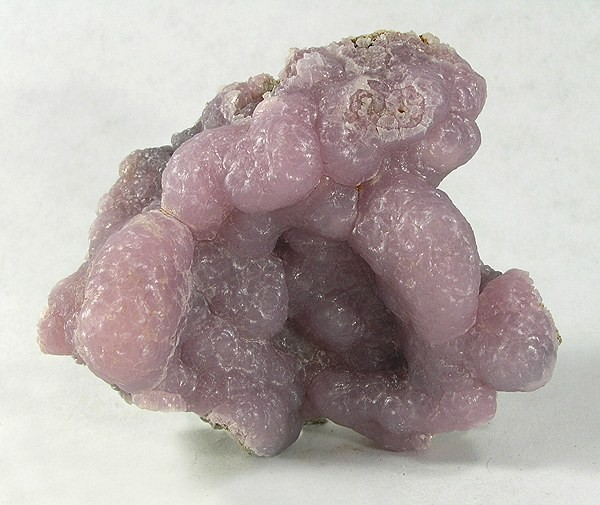
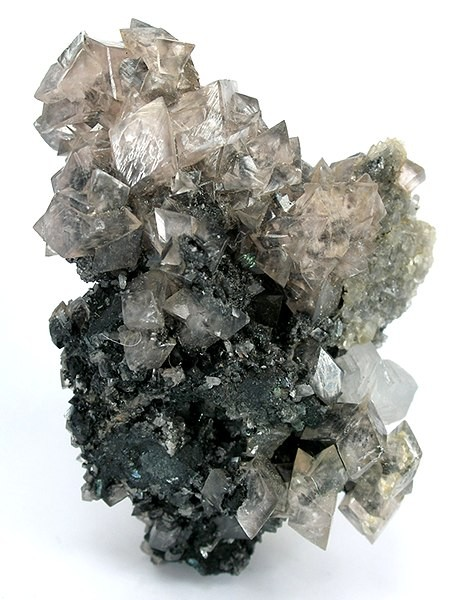
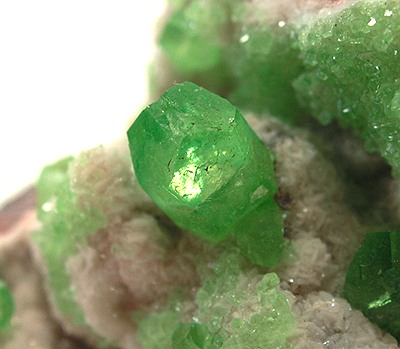